# Teodor Hirtacè
Teodor Hirtacè (Theodorus,  Θεόδωρος) fou un retòric bizantí nadiu probablement d'Artace propera a Cízic a la Propòntida i no, com se suposà generalment, d'Hyrtacis o Artacina a Creta.
Va viure sota Andrònic II Paleòleg i va exercir com a superintendent de mestres públics de retòrica i belles lletres. Gran coneixedor dels antics poetes com testimonien els seus escrits. Es conserven 93 cartes de Teodor, una felicitació a l'emperador, tres oracions fúnebres (Miquel IX Paleòleg mort el 1320, l'emperadriu Irene segona esposa d'Andrònic II, i Nicèfor Chumne) i alguns panegírics entre els quals un a la verge Maria, al jardí de Santa Anna proper a Nazaret i a Anines Taumaturg.